# هدنة فيلا غوستي

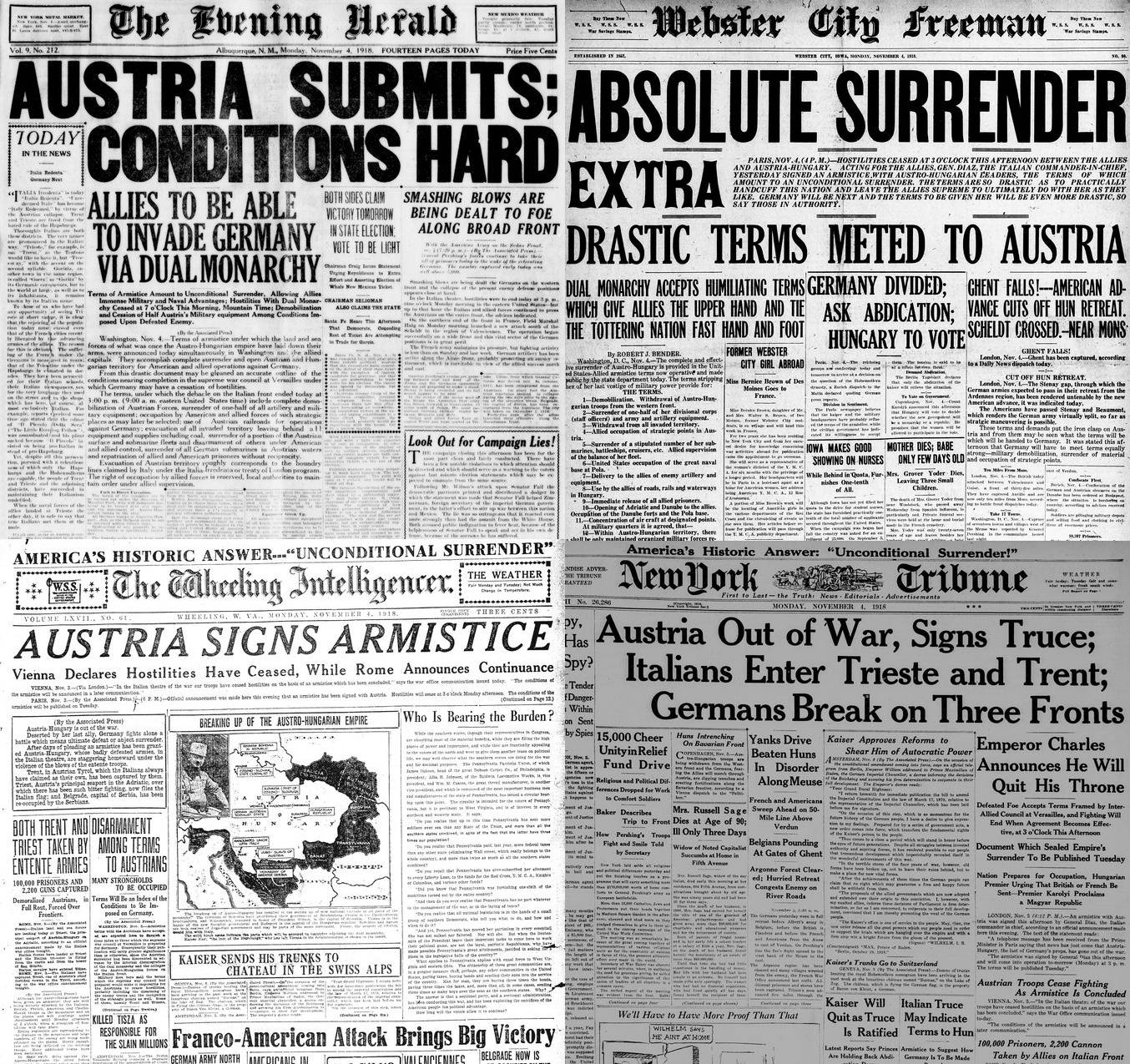
نوفمبر 1918 - التغطية الإعلامية الأمريكية لخروج إمبراطورية النمسا والمجر من الحرب العالمية الأولى

هدنة فيلا غوستي (بالإنجليزية: Armistice of Villa Giusti)‏ هي الهدنة التي أنهت الحرب بين مملكة إيطاليا والإمبراطورية النمساوية المجرية في الحملة الإيطالية خلال الحرب العالمية الأولى. تمَّ توقيع هذه الهدنة في 3 نوفمبر 1918 في فيلا غوستي بمدينة بادوفا شمال إيطاليا، وبدأ العمل بها خلال 24 ساعة من التوقيع.